# Donji Grad
Donji Grad ([ˈdǒ.ɲi grâːd], dt. Unterstadt, Unterburg) ist ein Stadtbezirk im zentralen Teil von Zagreb, der Hauptstadt Kroatiens. Er entstand vor allem seit der Mitte des 19. Jahrhunderts, als die Stadt sich nach Süden ausdehnte und besteht aus Gründerzeitvierteln. Das Areal zeichnet sich durch eine große Anzahl von qualitätvollen Bauten des Historismus (etwa 1860 bis 1900) und des Jugendstils aus und besitzt auch einige bemerkenswerte Projekte der architektonischen Moderne. Hier befinden sich die Haupteinkaufsstraßen der Stadt.

## Bezirk Donji Grad

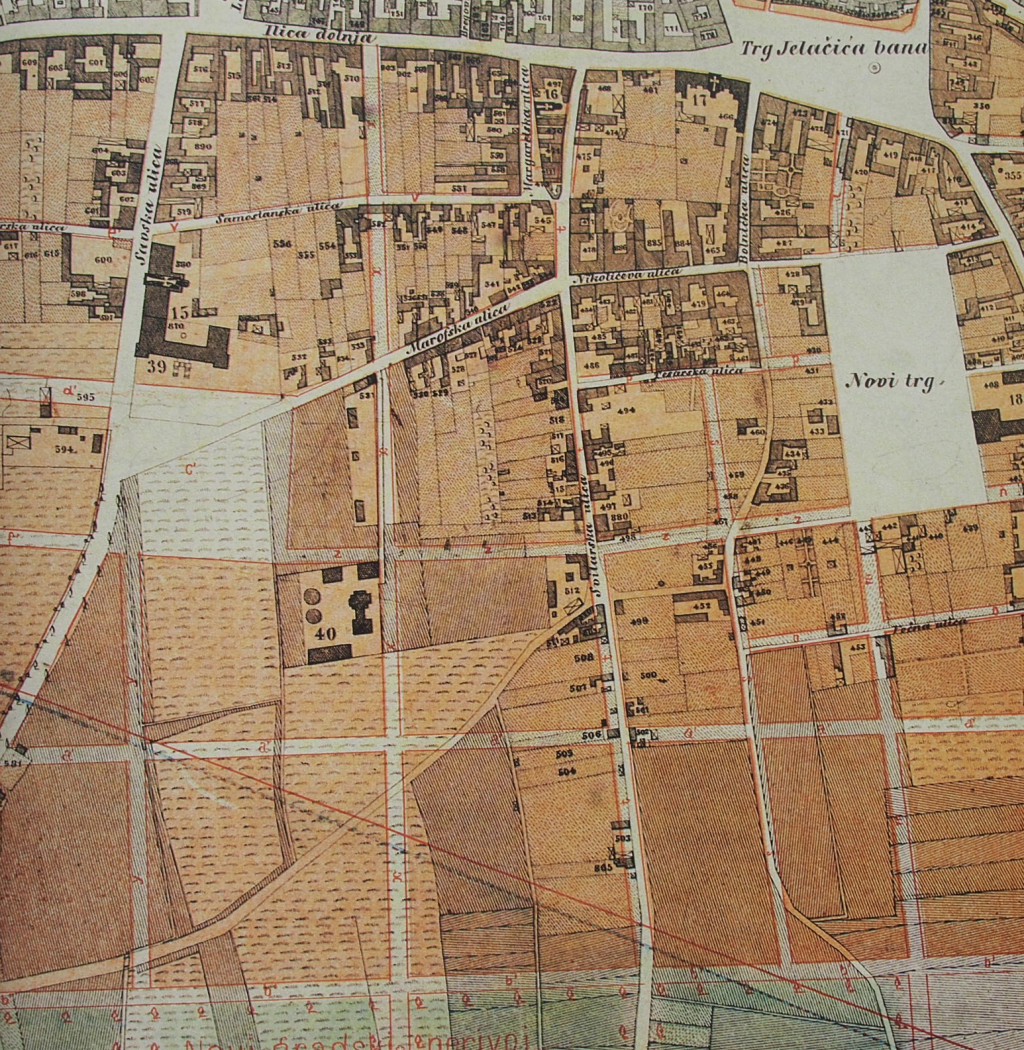
Karte der Unterstadt von Zagreb 1865 mit geplanten Straßenregulierungen (Ausschnitt)

Nach der Volkszählung im Jahre 2001 hatte der Bezirk 45.108 Einwohner. Der offizielle Name von Donji Grad wird selten benutzt; der umgangssprachliche Name lautet centar („Zentrum“). Der Bezirk grenzt an Gornji Grad-Medveščak im Norden, Maksimir und Peščenica-Žitnjak im Osten, Trnje im Süden, Trešnjevka-sjever im Südwesten und Črnomerec im Nordwesten.

## Stadtviertel
Bis 1994 war das heutige Donji Grad in 14 Ortsgemeinschaften unterteilt, nämlich „Andrija Medulić“, „August Šenoa“, Preradović-Platz, „Hrvatski narodni vladari“, Knez-Mislav-Straße, König-Petar-Svačić-Platz, König-Zvonimir-Straße, „Matko Laginja“, Mimara, Antun-Bauer-Straße, Pavao-Šubić-Avenie, König-Petar-Krešimir-Platz und Zrinski-Platz. Donji Grad wird heutzutage normalerweise nicht mehr in kleinere Stadtviertel geteilt. Kleine Teile der Kommunen „Antun Mihanović“, „August Cesarec“, „Ban Keglević“, Eugen-Kvaternik-Platz, Peščenica, Petrova-Straße und Ribnjak befanden sich auch im Bezirk.